# Osvaldo Sacchi
Osvaldo Sacchi (Napoli, 28 gennaio 1900 – Napoli, 1º gennaio 1984) è stato un allenatore di calcio e calciatore italiano, di ruolo attaccante.

## Carriera

### Calciatore
Tranne una parentesi all'Internazionale Napoli, gioca dal 1915 al 1922 nel Savoia di Torre Annunziata segnando nel 1920 le uniche tre reti della squadra biancoscudata in campionato. Nell'anno successivo, mette a segno altre cinque reti, giocando al fianco di Bobbio. A fine campionato passa all'Internaples dove giocherà per cinque stagioni, di cui quattro in Prima Divisione, con la realizzazione di 5 gol, ed una in Divisione Nazionale sotto il vessillo del neonato Napoli, in cui non segnerà alcuna rete.
Chiude nelle serie minori dove gioca per la Scafatese, il Littorio Vomero e l'Ebolitana

### Allenatore
Esordisce come allenatore sulla panchina dell'Angri nel 1928, dove vince il campionato di Terza Divisione. Nel 1931 nelle vesti di giocatore/allenatore è al servizio del Littorio Vomero. Nel 1932 allena contemporaneamente due società: l'Ebolitana di cui veste anche i panni di calciatore e l'Avellino. Il doppio incarico veniva svolto in modo davvero singolare: allenava i club solo nelle partite casalinghe. Con l'Ebolitana vinse il campionato di Terza Divisione. Nel 1933 passa alla Bagnolese e nel 1934 al Savoia che lo lanciò come calciatore. L'anno successivo ritorna alla Bagnolese, dove resta fino al 1939 per poi chiudere nel campionato di Serie C 1939-1940 nuovamente al Savoia.

## Palmarès

### Giocatore

#### Competizioni regionali
- Coppa Reichlin: 1

Internazionale Napoli: 1919-1920
- Coppa Giordano: 1

Savoia: 1920-1921